# Hyde Collection
Hyde Collection – muzeum sztuki w Glens Falls, w Stanach Zjednoczonych.
Hyde Collection zostało ufundowane przez rodzinę Hyde, Louis i Charlotte Hyde. Muzeum mieści się w zabytkowym, odrestaurowanej rezydencji z początku XX wieku. Budynek jest zarejestrowany w U.S. National Register of Historic Places.
Kolekcja składa się z zabytkowych mebli, książek, obrazów, rzeźb i ceramiki. Do najcenniejszych należy duża kolekcja obrazów włoskich malarzy renesansowych, XVIII-wiecznych francuskich antyków oraz dzieła Botticellego, El Greca, van Dycka, Ingresa, Rafaela, Rembrandta, Rubensa, Tintoretta, Cézanne'a, Degasa, Picassa, Renoira i van Gogha. Ponadto w muzeum znajdują się prace najważniejszych amerykańskich artystów, takich Eakins, Childe Hassam, Winslow Homer i Whistler.